# Сильвін

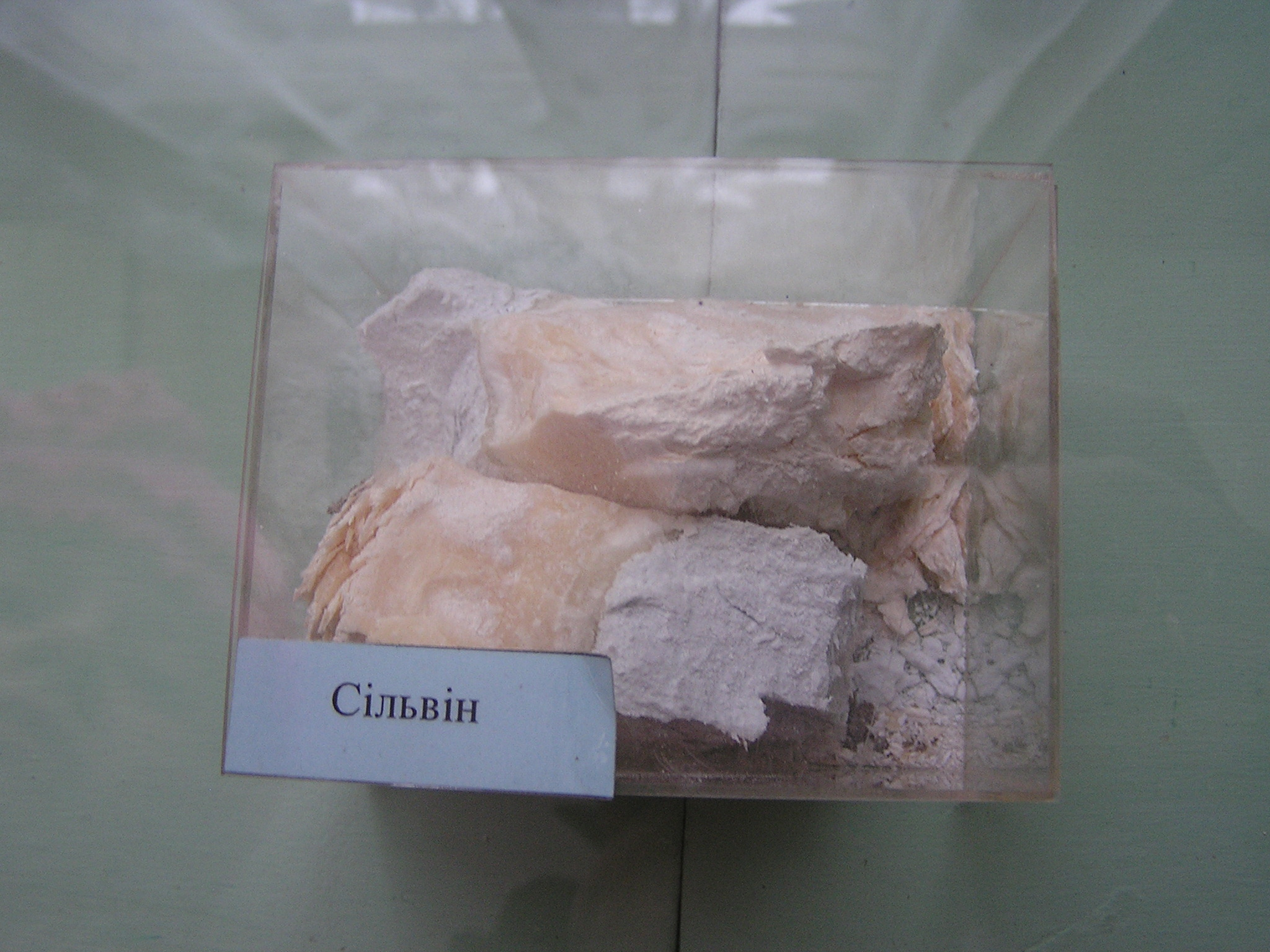
Сильвін, експонат музею історії Трускавця

Сильвін — мінерал з класу галогенідів, групи хлоридів, хлористий калій координаційної будови. 

## Етимологія та історія
Назва — за ім'ям французького хіміка Франциска Сільвії (Сільвії де ля Баш, Sylvia de la Bache) (1614-1672), F.S.Beudant, 1832. Синонім — гьовеліт, леопольдит, хлорид калію, шетцеліт.
У 1832 році французький геолог і мінералог Франсуа Сюльпіс Бьодан (1787-1850) назвав мінерал сильвін на честь нідерландського фізика та хіміка Франциска Сільвія (1614-1672) (насправді Франц де ле Бое або Франциск де ле Бо Сільвій, 1614–1672). Ця назва зберігає чинність і сьогодні. У своїх нотатках Бьодан також записав інші раніше відомі синоніми Сільвіна: Muriate de Potasse, Chlorure de potassium, Hydrochloric acid Kali, Sél fébrifuge і Sel marin régénéré.
Везувій в Італії вважається типовою місцевістю цього мінералу.

## Загальний опис
Хімічна формула: KCl; містить 52,5 % K. Домішки — Na і NH4.
Сильвін здебільшого створює кубічні або октаедричні кристали та комбінації. У чистому вигляді він безбарвний і прозорий. Однак через багаторазове заломлення світла через дефекти конструкції ґратки або утворення полікристалів він також може виглядати білим і набувати світло-сірого, світло-блакитного, жовтуватого до червонуватого або фіолетового кольору через сторонні домішки.
Блиск скляний. Сингонія кубічна. Гексоктаедричний вид. Густина 1,99. Твердість за шкалою Мооса 2. Спайність досконала по (001). Важливий мінерал калію. Форми виділення: щільна зерниста маса, волокнисті аґреґати, сталактити, сталагміти, напливи в печерах, друзи, кристалічні кірки на дні лагун і озер. Крихкий. Злом нерівний. Ізотропний. Легкорозчинний у воді. Сильно гігроскопічний. На смак солоний.
Сильвін разом з галітом і невеликою кількістю інших мінералів утворює породу сильвініт.
Асоціація: Галіт, кізерит, каїніт, карналіт, полігаліт, гіпс, ангідрит.
Зустрічається: в осадових басейнах, утворюючи потужні пластові відкладення з галітом; як сублімат
у вулканічних фумаролах; в нітратних пластах і печерних відкладеннях; продукт спалювання вугілля; може бути
входить до складу інших мінералів як продукт метаморфізму середнього ступеня.
Використовують як добриво у хімічній промисловості.

## Розповсюдження
Найбільше поширений серед калійних солей. Основні родовища мінералу хемогенно-осадового генезису. Спільно з галітом, карналітом, кізеритом, ангідритом, каїнітом і ін. присутній в соленосних товщах, що виникли переважно в зв'язку з висиханням морських басейнів. Як метаморфічний мінерал — у сильвінових породах. Утворює соляні родовища осадового походження разом з іншими калійними солями, також знаходиться у вигляді згонів на вулканах, фумарол, вицвітів, іноді вторинний за карналітом. 
Розповсюдження: поблизу Галле, Ерфурта, Магдебурга, Штасфурта (ФРН), район Барселони (Іспанія), Солікамськ (Росія), копальні Майо (Солт-Рейндж, Індія), на Везувії, Італія, Зальцбург, Австрія, Йоркшир, Англія. У США у пермському соляному басейні на південному сході Нью-Мексико, в шт. Техас; провінція Альберта, Канада. Відомі й інші незначні місцезнаходження. В Україні родовища цього мінералу відомі на Передкарпатті: Калуське, Стебницьке та ін.
Використовують для одержання калійних добрив і препаратів. Сильвін — один з головних компонентів сильвініту, найважливішої сировини для калійних добрив.